# Joze
Joze település Franciaországban, Puy-de-Dôme megyében. Lakosainak száma 1171 fő (2022. január 1.). Joze Beauregard-l’Évêque, Chavaroux, Crevant-Laveine, Culhat, Entraigues, Maringues, Les Martres-d’Artière és Saint-Laure községekkel határos.

## Népesség
A település népességének változása:
| Lakosok száma | 1080 | 1104 | 1126 | 1101 | 1112 | 1132 | 1145 | 1158 | 1171 |
|               | 2013 | 2015 | 2016 | 2017 | 2018 | 2019 | 2020 | 2021 | 2022 |